# Institut des belles lettres arabes
L'Institut des belles lettres arabes (arabe : معهد الآداب العربية بتونس) ou IBLA est une maison tunisienne d'études et de recherche fondée en 1926.
Le principal désir des fondateurs de l'IBLA est de faire respecter et connaître la culture tunisienne dans tous ses aspects et de soutenir les Tunisiens en tant que protagonistes de cette culture. Espace de dialogue interculturel et inter-religieux, il sert à l'origine à la formation des missionnaires en langue et en culture arabes.

## Histoire

### Fondation

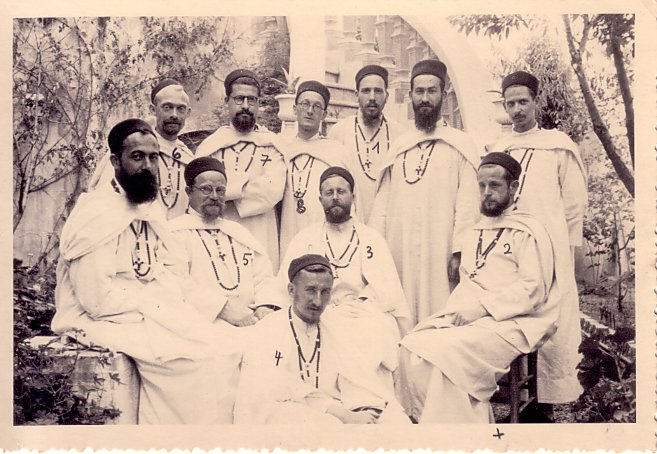
Étudiants de l'année scolaire 1936-1937.

Après l'échec des pères blancs de fonder une maison d'études à Ghardaïa (Algérie), dû à leur manque d'enseignants qualifiés en arabe, Henri Marchal pense à la Tunisie. Le centre est fondé, en plein protectorat français, le 18 novembre 1926, juste une année, presque jour pour jour, après la célébration du centenaire du cardinal Lavigerie et l'installation de sa statue à l'entrée de la ville de Tunis. Il siège alors dans la ferme de Boukhris, près de La Marsa, à 18 kilomètres au nord-est de Tunis, sous l'appellation de Foyer d'études ou Maison d'études.
Les leçons commencent le 25 novembre de la même année. L'institut déménage à la rue des Glacières de Tunis le 18 mai 1928. C'est dans ce local qu'il prend officiellement son nom d'Institut des belles lettres arabes, le 30 mars 1931.

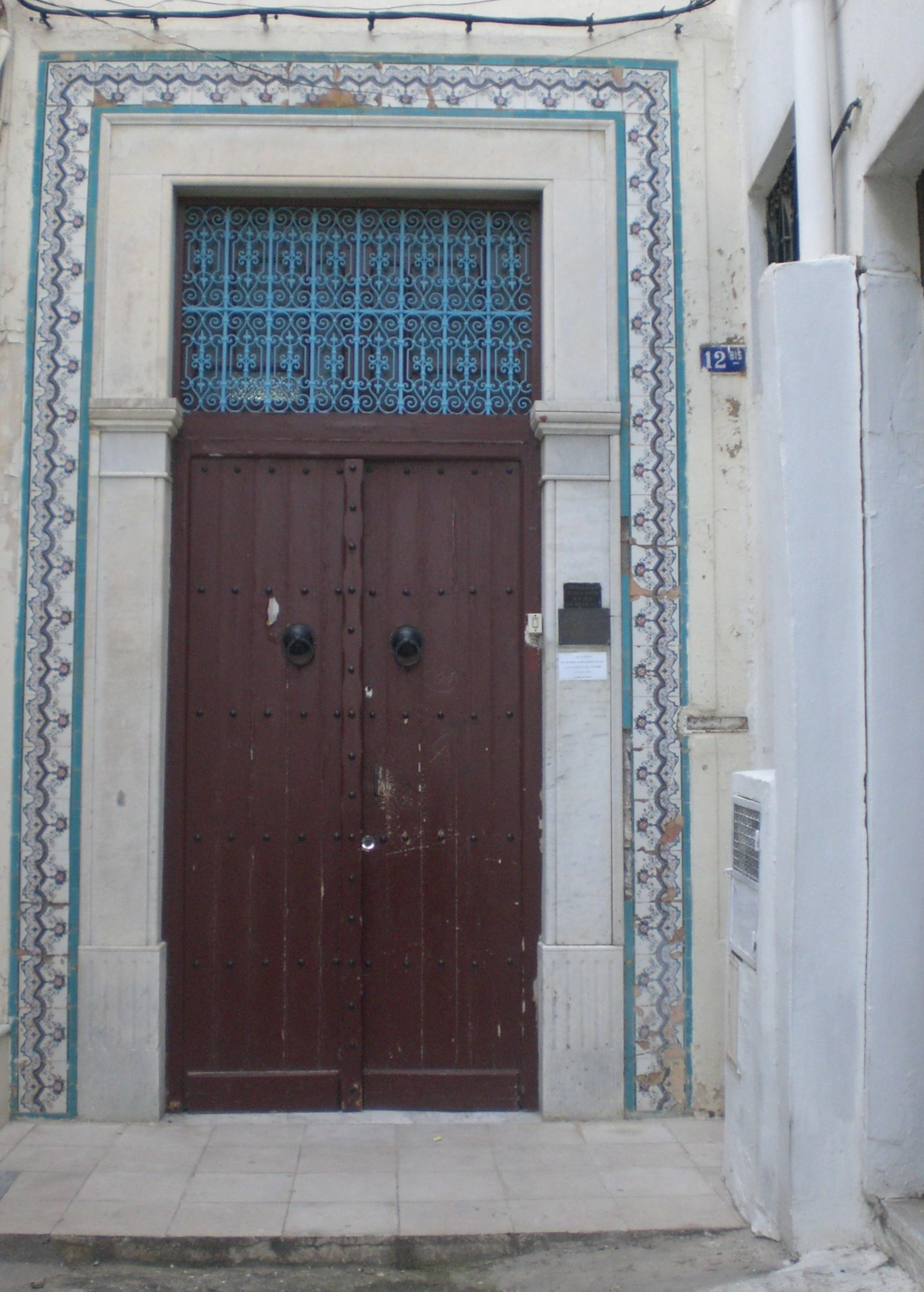
Porte de l'Institut des belles lettres arabes.

L'IBLA siège depuis le 15 février 1932 dans une ancienne maison arabe de la rue Jamaa El Hawa, elle-même située dans un quartier populaire proche de la médina de Tunis, du côté de Bab Menara,. La rue est située derrière la mosquée du même nom, à la place du Leader, baptisée ainsi en hommage au président Habib Bourguiba qui habitait l'une des maisons de la rue devenue depuis 1956 un petit musée.
En janvier 1938, l'IBLA reçoit les encouragements du pape en personne. En 1940, on propose aux pères blancs tunisois de créer un institut semblable au Maroc, ce que ces derniers refusent. Le cardinal Tisserant visite l'IBLA en 1938 suivi du l cardinal Gerlier le 7 avril 1948. Et le cardinal Tisserand y retourne le 16 novembre 1954, cette fois en tant que secrétaire au Vatican pour les Églises orientales. Une conférence est donnée à cette occasion en présence de Sadok Mokaddem et Hédi Nouira.
Bien que les relations de l'IBLA avec les autorités françaises du protectorat aient parfois connu de fortes tensions, en raison du soutien de l'IBLA au mouvement nationaliste, de nombreux observateurs extérieurs qualifient l'institut comme étant un organisme dépendant de la politique extérieure française ou alors du moins d'une institution dont l'objectif serait le rapprochement franco-tunisien.

### Incendie de 2010

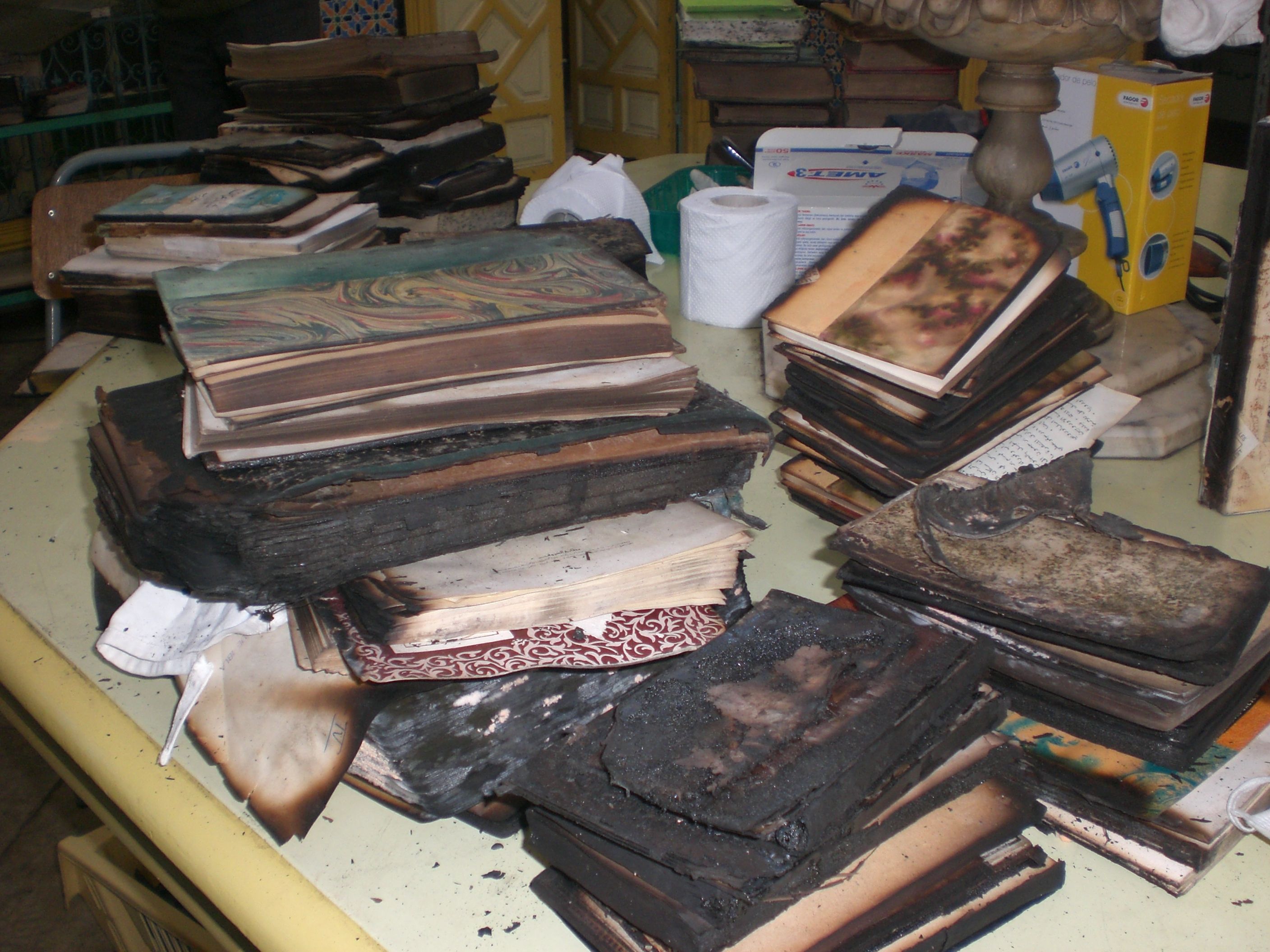
Ouvrages sauvés de l'incendie de 2010.

Le 5 janvier 2010, à 14 h 30, une explosion d'origine inconnue a lieu dans la réserve de la bibliothèque de l'IBLA, entraînant un incendie et la mort du père italien Gian-Battista Maffi qui y travaille, ; 60 % de son contenu semble avoir été détruit par les flammes ou l'eau utilisée pour éteindre le foyer.
Cet événement met rapidement le monde de la culture tunisienne en émoi, alors que les investigations judiciaires concluent à un possible suicide du père Maffi pour expliquer le sinistre en raison de la présence d'essence sur place. Sur les 34 000 ouvrages que l'IBLA contenait, entre 15 000 et 17 000 ont été détruits, principalement au sein du fonds contemporain.
Le 21 janvier, le président Zine el-Abidine Ben Ali annonce une aide pour restaurer le fonds de la bibliothèque, remplacer les titres détruits et rénover les installations. La réouverture de la bibliothèque est prévue originellement pour septembre 2011.

## Revue
Dès 1928, le centre publie une revue divisée en deux séries : Les Cahiers tunisiens et Les Documents tunisiens. Ces brochures sont à l'époque distribuées aux étudiants afin de leur présenter le milieu tunisien, la culture arabe et la religion musulmane, et ce par la rédaction de contes, de poésies, de proverbes ainsi que de conversations. Le tout est traduit en français et composé d'une introduction et d'un glossaire.
En 1937 naît la revue Ibla. Dès les premières publications de la revue, certains articles sont signés par des Tunisiens et des Tunisiennes. Mais ce n'est qu'en 1959, alors que la Tunisie est devenue indépendante de la France, qu'apparaît la première préface écrite par un Tunisien, un certain T. Guiga, dans une publication consacrée à l'éducation des adultes. À partir de 1977, le comité de lecture de la revue est majoritairement composé de Tunisiens.
Ibla est lue avec intérêt par les colons — dont certains participent au mouvement Action catholique — désireux de mieux employer leurs ouvriers agricoles. En 1944, le tirage atteint 2 500 exemplaires. Une collection parallèle, Le Bled (littéralement Le Pays), est basée essentiellement sur l'arabe dialectal.
L'institut a publié 191 numéros en juin 2003. Ibla, la revue, est à ce jour semestrielle, longue de 200 pages, écrite en arabe et en français, avec une tendance légère à l'anglais. Elle peut se diviser en deux grandes parties : la partie scientifique qui se caractérise par des études sur des sujets variés de littérature, d'histoire, de linguistique, de sociologie, d'éducation, de religion, etc. et la partie documentaire qui se caractérise par des recensions signées, assez détaillées, des comptes rendus plus succincts, des références tunisiennes, une rubrique qui indique tous les documents parus sur la Tunisie durant les six derniers mois et que l'on peut trouver à la bibliothèque et des ouvrages reçus par la revue. De plus, en parallèle à la revue, l'institut a publié une quarantaine d'études,.

## Bibliothèques

### «Bibliothèque des lycéens»
En 1949, la bibliothèque a été ouverte. En 1952, après les grèves nationalistes et pour empêcher que les élèves tunisiens puissent passer le baccalauréat, le résident général fait fermer les lycées. C'est alors que des professeurs tunisiens, aidés par des coopérants français et des pères blancs, ouvrent aux lycéens les portes de l'IBLA et y organisent des cours afin d'éviter qu'ils ne ratent leur année scolaire. Durant les années qui suivent, les jeunes se rendent à l'IBLA pour y étudier, ce qui rend presque obligatoire la création d'un fonds de bibliothèque qui accueille des élèves du quartier qui peuvent y venir chaque après-midi, individuellement ou en groupe, afin d'étudier. C'est principalement en fonction des programmes scolaires que les livres et les nombreux documents de cette bibliothèque sont choisis.
Un fichier informatisé est à disposition des élèves qui tentent ainsi, avec l'aide de responsables, d'effectuer des recherches de documents disponibles sur un sujet donné. Cette bibliothèque offre en termes de locaux une salle commune de travail et de plus petites salles individuelles. Par ailleurs, les jeunes ont à leur disposition en cas de besoin un soutien scolaire souvent individualisé et un équipement informatique assez important.

### «Bibliothèque de recherche»
La « bibliothèque de recherche » ou « bibliothèque privée », qui appartient aux pères blancs, est ouverte aux professeurs, aux chercheurs et aux étudiants du troisième cycle. Elle est essentiellement consacrée à la littérature et aux sciences humaines dans le monde arabe et plus particulièrement en Tunisie. Avant l'incendie qui toucha cette bibliothèque en janvier 2010, elle compte environ 34 000 monographies dont des œuvres majeures de la culture tunisienne et de la littérature arabe classique, des cartes anciennes et une collection complète de 600 revues ; la moitié d'entre elles est rédigée en arabe, le reste étant disponibles dans les principales langues européennes. L'ouvrage le plus ancien est l'original de la première traduction du Coran en latin au XVIe siècle.
Tous les fichiers, auteurs et matières, ont été informatisés. Toutefois, il subsiste quelques fichiers manuels qui continuent d'être mis à jour à la main. Dans le fichier « matières », la Tunisie a droit a son propre fichier.